# Masaharu Suzuki
Masaharu Suzuki (japonsko 鈴木 正治), japonski nogometaš, * 3. avgust 1970.
Za japonsko reprezentanco je odigral dve uradni tekmi.